# Boomerang (álbum de Fermín IV)
Boomerang é estreia álbum de estúdio do rapper mexicano, Fermin IV. O álbum foi lançado em 30 de julho de 2002.

## Listas de Música
1. Regreso
2. Frecuencia
3. Mezcla Perfecta
4. Consejo
5. Nadie Como
6. 004
7. La Cura
8. Nueva Vida
9. Abba Padre
10. Un Momento
11. Bendiciones
12. Mar Muerto
13. Boomerang[2][3]

## Produção
- Jason Roberts– produtor executivo
- Fermin IV– vocal, letrista, produtor executivo